# Bob Woolmer
Robert Andrew Woolmer (* 14. Mai 1948 in Kanpur, Indien; † 18. März 2007 in Kingston, Jamaika) war ein englischer Cricketspieler und -trainer.

## Leben
Robert Woolmer, genannt Bob, war der Sohn eines britischen Geschäftsmannes, der selbst First-Class-Cricket spielte. Er war ein "right-handed batsman" (Schlagmann) und spielte von 1968 bis 1984 als Profi für die Grafschaftsmannschaft aus Kent sowie von 1975 bis 1981 für die Nationalmannschaft Englands. Dabei spielte er in 19 Test Matches und 6 One-Day Internationals. Seine Resultate waren dabei stark schwankend, so dass er keinen sicheren Platz in der Nationalmannschaft hatte. 
Als Trainer arbeitete er mit großem Erfolg auf drei Kontinenten. Von 1994 bis 1999 trainierte Woolmer die südafrikanische Mannschaft. 2004 übernahm er die pakistanische Nationalmannschaft, nachdem er in der Zwischenzeit für den International Cricket Council gearbeitet hatte. Mit Pakistan nahm er zuletzt am Cricket World Cup 2007 teil, wo die Mannschaft nach einer Niederlage gegen den krassen Außenseiter Irland vorzeitig ausschied.

## Tod
Am 18. März 2007 wurde er in seinem Zimmer in einem Hotel in Kingston bewusstlos aufgefunden und in ein Krankenhaus gebracht. Dort konnte nur noch sein Tod festgestellt werden. Nach seinem Tod auftauchende Gerüchte, er sei ein Diabetiker gewesen, wurden von seiner Frau laut einem "Times"-Artikel zurückgewiesen; er hatte jedoch vor der Abreise Herzprobleme beklagt. Nach der Obduktion wurde zunächst gemeldet, Woolmer sei durch Strangulieren, möglicherweise unter Beteiligung mehrerer ihm bekannter Personen, ermordet worden. Daraufhin vernahm die Jamaica Constabulary Force mehr als 400 Personen und nahm von allen Mitgliedern der pakistanischen Cricket-Nationalmannschaft Fingerabdrücke. Auch die Spieler der siegreichen irischen Mannschaft durften erst nach Abgabe von DNA-Proben Jamaika verlassen. Nach monatelangen Recherchen durch die Polizei und internationale medizinische Experten wurde am 12. Juni 2007 jedoch eine natürliche Todesursache von den Behörden festgestellt. Unter anderem hatte sich der ursprüngliche Obduktionsbefund eines gebrochenen Zungenbeines als Irrtum erwiesen.
Woolmer hinterließ seine Frau Gillian Hall, mit der er seit 1974 verheiratet war, und zwei Söhne.